# Hazel Keener
Hazel Keener (Bettendorf, 22 ottobre 1904 – Pacific Grove, 7 agosto 1979) è stata un'attrice statunitense.

## Biografia
Nata a Bettendorf e cresciuta a Davenport, nello Iowa, vinse un concorso di bellezza per mezzo del quale poté iniziare la sua carriera cinematografica, esordendo nel 1922 con una piccola parte in Penrod di Marshall Neilan. Nel 1923 fu eletta Miss Hollywood e lo scultore Finn Haakon Frolich modellò il suo busto per il Norse Club della città. L'anno seguente fu scelta tra le tredici WAMPAS Baby Stars e recitò con Fred Thomson nei western North of Nevada, The Dangerous Coward, The Fighting Sap e The Silent Stranger.
Seguì, fino alla fine degli anni Venti, una dozzina di film, poi la sua carriera si esaurì in una serie di modeste partecipazioni effettuate dal 1937 al 1951, anno in cui lasciò il cinema con Più forte dell'amore, con Jane Wyman. Nel 1954, 1956 e 1966 prese parte a tre telefilm per le serie Hopalong Cassidy, Judge Roy Bean e I giorni di Bryan rispettivamente.
Hazel Keener morì nel 1979 all'età di 74 anni.

## Riconoscimenti
- WAMPAS Baby Star nel 1924

## Filmografia parziale
- Penrod, regia di Marshall Neilan (1922)
- The Married Flapper, regia di Stuart Paton (1922)
- The Brass Bottle, regia di Maurice Tourneur (1923)
- Tea: With a Kick!, regia di Erle C. Kenton (1923)
- North of Nevada, regia di Albert S. Rogell  (1924)
- Galloping Gallagher, regia di Albert S. Rogell (1924)
- His Forgotten Wife, regia di William A. Seiter (1924)
- The Silent Stranger
- The Dangerous Coward, regia di Albert S. Rogell (1924)
- The Fighting Sap, regia di Albert S. Rogell (1924)
- Empty Hands, regia di Victor Fleming (1924)
- Hard-Hittin' Hamilton, regia di Richard Thorpe (1924)
- Ports of Call, regia di Denison Clift (1925)
- Ten Days
- Parisian Love, regia di Louis J. Gasnier (1925)
- Range Buzzards, regia di Tom Gibson (1925)
- Viva lo sport (The Freshman), regia di Sam Taylor e Fred C. Newmeyer (1926)

- The Gingham Girl (1927)
- Untamed, regia di George Archainbaud (1940)
- Murder by Invitation, regia di Phil Rosen (1941)
- Più forte dell'amore (The Blue Veil), regia di Curtis Bernhardt e, non accreditato, Busby Berkeley (1951)